# 세종 국곡리 고인돌
세종 국곡리 고인돌(世宗 菊谷里 고인돌)은 세종특별자치시 금남면 국곡리에 있는 1기의 고인돌이다. 1997년 6월 5일 공주시의 향토문화유적(기념물) 제5호로 지정되었다가, 행정구역 개편에 따라 2014년 9월 30일 세종특별자치시의 향토문화유산 제50호로 지정되었다.

## 개요
국곡리(菊谷里) 고인돌은 세종특별자치시 금남면 국곡리에 위치하고 있는 청동기시대(靑銅器時代) 무덤이다. 1985년에 공주박물관이 금강유역의 문화재에 대한 지표조사(地表照査)를 진행하였는데 당시 공주시 반포면 국곡리의 마을창고 뒤에서 확인한 것이다.
고인돌은 지석묘(支石墓)라고도 하는데 받침돌위에 덮게 돌을 얹은 무덤형태를 말한다. 좀 더 세부적으로 분류하면 시신을 안장(安葬)한 곳이 땅 위 또는 땅 속인지에 그리고 받침돌이 있느냐 없느냐에 따라 나뉜다. 땅위에 시신을 안장하기 위해 큰 받침돌을 쓰는데 그러한 형태는 한강(漢江)을 기준으로 북쪽지역에 많이 분포하고 있어 북방식(北坊式) 고인돌이라 하고, 땅을 파고 그 안에 시신을 안장하여 받침돌이 낮고 작은 형태는 남쪽지역에서 주로 확인되어 남방식(南方式) 고인돌이라 한다. 받침돌이 아예 없는 것을 개석식(蓋石式) 고인돌이라 하며, 전국에서 고루 확인된다.
고인돌은 전 세계에 고루 분포하는 무덤형태이지만 우리나라에서 가장 많이 확인되고 있다. 우리나라에서도 평안도와 황해도, 전라도를 잇는 서해안을 따라 분포하고 있는데 그 중 전라남도에 집중되어 있으며, 비파형동검(琵琶形銅劍)이나 그 모양을 본떠 갈아서 만든 석검(石劍) 등 청동기시대 유물(遺物)들이 출토됨에 따라 우리나라 청동기시대의 대표적인 무덤형태로 꼽고 있다.
국곡리 고인돌은 아직 정밀한 발굴조사가 진행되지 않아 정확한 형태와 규모를 단정할 수는 없지만, 드러나 있는 모습만 관찰하면, 낮고 작은 받침돌 위에 넓적하고 큰 덮게 돌을 얹은 남방식 고인돌로 보인다. 덮게 돌에는 불규칙적인 16개의 구멍이 나있고 내부에서 출토되었다고 보고된 유물은 없다.
고인돌은 산의 동남쪽 사면 끝자락에 자리하고 있는데 이는 넓은 평지와의 경계로 당시 마을의 경계에 고인돌을 세웠던 것과 관계가 있는 것으로 보인다. 또한 인근 평지에 국곡리 입석(菊谷里 立石, 세종특별자치시 향토문화유산 제51호)이 있으며, 삼면이 산으로 둘러져 있고 트인 쪽에 천(川)이 흐르는 이 지역의 지형 등을 감안 할 때 청동기시대 유적(遺蹟)의 존재가 짐작된다.

## 현지 안내문
국곡리의 마을 창고 뒤쪽에 자리하고 있는 1기의 고인돌이다. 고인돌이 자리하고 있는 국곡리는 서쪽과 남쪽, 북쪽 등이 산으로 둘러싸인 분지지형으로, 동쪽만이 트여 있다. 그리고 이 동쪽으로 갑천의 지류가 흐르고 있다.
고인돌은 산의 동남사면 말단부에 자리하고 있는데, 뚜껑돌은 가로 195cm,세로 215cm이며, 두께는 27~30cm로, 원형에 가까운 모습을 하고 있다. 판석형의 뚜껑돌을 사용하고 있다는 점에서 개석식, 혹은 탁자식(북방식) 고인돌임을 짐작해 볼 수 있는데, 받침돌 2개가 지상에 드러나 있다. 개석식은 받침돌이 없어 판석형의 뚜껑돌만 놓여지는 고인돌인 만큼 탁자식 고인돌일 가능성이 높지만 발굴조사가 이루어져야만 정확한 것을 알 수 있다.
뚜껑돌에는 크기가 일정하지 않은 16개의 성혈이 남아 있는데, 무질서하게 여기저기에 자리하고 있다.

## 참고 자료
- 국곡리고인돌 - 디지털공주문화대전